# Vantour Mangoungou
El Vantour Mangoungou es un equipo de fútbol de Gabón que juega en la Tercera División de Gabón, la tercera liga de fútbol en importancia en el país.

## Historia
Fue fundado en la capital Libreville y fue el último campeón de la Primera División de Gabón bajo el sistema de campeones regionales en la temporada de 1976/77, ya que a partir de 1978 se comenzó a jugar la liga de fútbol bajo el formato de divisiones nacionales y dejaron de lado el sistema de campeones por región, el cual se usa actualmente en algunas ligas del continente. También han conseguido dos títulos de copa, aunque una como la copa antigua y otra bajo el sistema de copa interclubes que existe desde entonces.
A nivel internacional han participado en 3 torneos continentales, aunque en ninguno de ellos han podido superar una ronda.

## Palmarés
- Primera División de Gabón: 1

1976/77
- Copa Interclubes de Gabón: 2

1977, 1988

## Participación en competiciones de la CAF
| Temporada | Torneo                            | Ronda | Club              | Casa | Visita | Global |
| --------- | --------------------------------- | ----- | ----------------- | ---- | ------ | ------ |
| 1977      | Copa Africana de Clubes Campeones | 1     | Diables Noirs     | 2-4  | 2-4    | 4-8    |
| 1978      | Copa Africana de Clubes Campeones | 1     | Simba SC          | 1-0  | 0-2    | 1-2    |
| 1989      | Recopa Africana                   | 1     | Sagrada Esperança | 1-0  | 1-3    | 2-3    |